# Дормонт (Пенсільванія)
Дормонт (англ. Dormont) — місто (англ. borough) в США, в окрузі Аллегені штату Пенсільванія. Населення — 8244 особи (2020).

## Географія
Дормонт розташований за координатами 40°23′39″ пн. ш. 80°2′16″ зх. д. / 40.39417° пн. ш. 80.03778° зх. д. (40.394046, -80.037708). За даними Бюро перепису населення США в 2010 році місто мало площу 1,97 км², уся площа — суходіл.

## Демографія
Згідно з переписом 2010 року, у селищі мешкали 8593 особи в 4051 домогосподарстві у складі 2089 родин. Густота населення становила 4364 особи/км². Було 4308 помешкань (2188/км²). 
Расовий склад населення:
| - 94,2 % — білих - 2,1 % — чорних або афроамериканців - 1,5 % — азіатів - 0,1 % — корінних американців |

До двох чи більше рас належало 1,3 %. Іспаномовні станови 2,5 % всіх жителів.
За віковим діапазоном населення розподілялося таким чином: 17,0 % — особи молодші 18 років, 71,3 % — особи у віці 18—64 років, 11,7 % — особи у віці 65 років та старші. Медіана віку мешканця становила 36,4 року. На 100 осіб жіночої статі у селищі припадало 95,9 чоловіків; на 100 жінок у віці від 18 років та старших — 93,8 чоловіків також старших 18 років.
Середній дохід на одне домашнє господарство становив 64 763 долари США (медіана — 55 975), а середній дохід на одну сім'ю — 78 402 долари (медіана — 73 818). Медіана доходів становила 45 679 доларів для чоловіків та 41 557 доларів для жінок. За межею бідності перебувало 6,6 % осіб, у тому числі 6,2 % дітей у віці до 18 років та 10,9 % осіб у віці 65 років та старших.
Цивільне працевлаштоване населення становило 5153 особи. Основні галузі зайнятості: освіта, охорона здоров'я та соціальна допомога — 25,3 %, науковці, спеціалісти, менеджери — 13,9 %, мистецтво, розваги та відпочинок — 12,2 %, фінанси, страхування та нерухомість — 11,3 %.